# Champagné-le-Sec

Champagné-le-Sec este o comună în departamentul Vienne, Franța. În 2009 avea o populație de 213 de locuitori.